# بیکا (قهوه)
اصطلاحی است که معمولاً در مناطق خاصی از پرتغال برای café («قهوه» در پرتغالی) استفاده می‌شود که شبیه اسپرسو است، اما حجم بیشتری نسبت به همتای ایتالیایی خود (مشابه لانگو در ایتالیا) دارد و که به دلیل فرایند برشته‌کاری سبک‌تر (روشن‌تر) پرتقالی نسبت به روش ایتالیایی، از نظر طعم کمی متعادل‌تر است.